# Teàrides de Megalòpolis
Teàrides (en llatí: Thearidas, en grec antic: Θεαρίδας) va ser un dirigent de la ciutat de Megalòpolis fet presoner pel rei espartà Cleòmenes III quan va sorprendre aquesta ciutat en un atac que es va produir l'any 224 aC.
Teàrides junt amb un altre cap local, Lisàndrides, va convèncer el rei espartà d'oferir condicions acceptables als ciutadans de Megalòpolis que havien fugit a Messènia, i Cleòmenes hi va consentir; però els megalopolitans van refusar el seu atreviment i van considerar a Teàrides i Lisàndrides com a traïdors a la pàtria.